# حمادة الروبي
حماده الروبي هو مدرب حراس مرمى منتخب مصر للناشئين والحاصل على بطولة العالم للناشئين لكرة اليد سنة 2019 وكان أحد احسن حراس المرمى في مصر ونادي الزمالك ومن انجازاته حصول الاغب عبد الرحمن محمد على جائزة احسن حارس مرمى للناشئين في بطولة كاس العالم 2019 وقد تم تكريمه بوسام الطبقة الأولى.